# Hans von Haeften
Hans von Haeften, född 13 juni 1870, död 9 juli 1937, var en tysk militär.
Haeften var under första världskriget som överste ledare för utrikesdepartementets militära avdelning och förbindelseofficer mellan rikskanslern och högsta krigsledningen. Han arbetade i juni 1918 ett mycket uppmärksammat förslag till en politisk offensiv vars mål var freden, vilken enligt von Haeftens och vid denna tidpunkt Erich Ludendorff mening inte lät sig vinnas med militära medel. Statssekreteraren för utrikesärenden Richard von Kühlmann framförde dessa synpunkter i riksdagen, där de ej gjorde lycka utan tvärtom föranledde Kühlmans avgång. Haeftens p.m. betecknar inledningen till det skede, där Ludendorff tänkt sig nå en acceptabel fred genom en samlad aktion av här och riksdag. Haeften spelade även i övrigt en betydelsefull roll som förmedlande länk mellan högsta krigsledningen och de politiska ledarna i Berlin. Haeften blev 1920 chef för historiska avdelningen i tyska krigsarkivet.